# Cristo crucificado (Murillo)
Cristo crucificado es un cuadro de Bartolomé Esteban Murillo, pintado al óleo sobre lienzo con unas dimensiones de 71 x 54 cm. Datado hacia el año 1667, actualmente se conserva, sin exponer, en los fondos del Museo del Prado con el número de catálogo P00967. 

## Historia
La pintura perteneció a la colección de Isabel de Farnesio, esposa de Felipe V. En la biografía que le dedicó Antonio Palomino, publicada en 1724, en ella daba cuenta de la elevada cotización que alcanzaban las obras de Murillo en el extranjero, lo que pudo influir en la adquisición para las colecciones reales de diecisiete obras del pintor durante la estancia de la corte en Sevilla entre 1729 y 1733. Por aquellas fechas ya no quedaban en Sevilla ninguna de sus pinturas de género y Palomino dejó escrito:

«Y assí oy día, fuera de España, se estima un quadro de Murillo, más que uno de Ticiano, ni de Vandic. ¡Tanto puede la lisonja del colorido, para grangear el aura popular!»

La obra de Cristo crucificado se encuentra inventariada desde el año 1746, estuvo expuesta en el Palacio Real de La Granja de San Ildefonso de Segovia, más tarde, en el año 1794, fue obra de oratorio en el Palacio de Aranjuez y finalmente como pieza colocada sobre el «callejón de tribunas» del Palacio Real de Madrid entre el año 1814 hasta 1818 cuando fue trasladada a las colecciones del Museo del Prado. Durante todos estos años el cuadro estuvo catalogado con el número 1176, dato que se puede observar en la parte inferior izquierda del óleo.

## Circunstancias y descripción
En el barroco, la representación de la Crucifixión de Cristo fue muy habitual en la pintura religiosa, así lo hicieron numerosos pintores españoles como Velázquez, Zurbarán o Francisco Pacheco.
La pintura de los últimos años del autor se muestra sobre un fondo obscuro, está realizada con una pincelada suelta y resaltando la figura de Cristo con una potente iluminación que deja al descubierto la gran anatomía conseguida por Murillo. El Cristo está en la cruz sujeto por tres clavos y sin gran alarde de sangre quizá para conseguir el efecto de la redimición de la Humanidad más que del dolor sufrido por ello. Su pintura estuvo muy influida por el pintor Van Dyck.